# ノンプライム
ノンプライムとは、テレビ業界で全日からプライムタイムを除いた時間帯のこと。日本では6:00 - 19:00と23:00 - 24:00の時間帯を指す時間枠のことである。NPと略される。

## 概要
この時間枠は早朝・昼間・深夜の時間帯であり、情報系の帯番組や教養系の番組、ドキュメンタリー番組が目立つのが特徴である。一方で（特に平日の昼間で）在宅率が低く、視聴者層が主婦層や、乳幼児や未就学児、高齢者等に偏りがちで、花形と言えるバラエティー番組等の編成がなされにくい時間帯でもある。
日本テレビは1994年に、ゴールデン・プライム・全日で視聴率トップを獲得した際、この3区分にノンプライムなる区分を加え、四冠王と称するようになった。これは日本テレビが当時、早朝、昼間、そして深夜（23時台）の番組（特に『ジパングあさ6』、『ズームイン!!朝!』、『ルックルックこんにちは』、『午後は○○おもいッきりテレビ』、『NNNきょうの出来事』）が好調だったためである。日本テレビはこれらの帯の情報番組が放送される時間帯を「ノンプライム」と称し、この時間帯でも視聴率トップを同局内外にアピールするようになった。しかし、2012年度からはノンプライムを内部参考化したため、こう呼ばれることはなくなった。テレビ朝日では現在唯一四冠王と称するが、こちらはゴールデン・プライム・全日に加え、ノンプライムではなくプライム2（23:00 - 翌1:00）を加えたものである。
一方で、23時台においては、それまで主として報道枠が中心だった編成が、ゴールデンやプライム枠に匹敵する「深夜のゴールデンタイム」という位置づけで、バラエティーなどを編成する局も相次いだ。例として、フジテレビの「COOL TV」、テレビ朝日の「バラバラ大作戦」などが挙げられる。また、テレビ東京では2006年度から、平日18:30 - 19:00にバラエティ番組「スキバラ」が設置された（番組制作経費削減の影響で2008年度をもって廃枠となり、2009年度から帯番組「ピラメキーノ」に変わっている）。
なお、広告業界においての18:00 - 19:00・23:00 - 24:00の放送枠は、通常のノンプライムより高く、プライムタイムよりは安い広告料金に当たる「特B」ランクが設定されている（土休日はこれ以外に日中の時間帯も「特B」ランクに設定されている。なお具体的な設定時間帯地域によって多少異なる）。

## 日本におけるノンプライムの視聴率首位局（年間）

### 関東地区
日本テレビが集計を取り始めた1994年以降のデータのみ掲載するが、前述の通り、同局は2012年度からノンプライムを内部参考化したため、本項では（同局公式ホームページ等で）公表されている部分のみ掲載する。
ちなみにフジテレビは、2004年度からノンプライムを視聴計測時間帯として導入している。NHK、テレビ朝日、TBS、テレビ東京は未導入。
- 1994年 - 2004年 - 日本テレビ（NTV）
- 2005年 - 2007年 - フジテレビ（CX）
- 2008年 - 2009年 - 日本テレビ
- 2010年 - 2011年 - フジテレビ

補足
- ノンプライムを（公式・内部参考を問わず）視聴計測時間帯として導入している放送局は、関東地区では日本テレビとフジテレビの2局のみだが、他地域でも日本テレビ系列局（NNN/NNS）を中心に導入している地域（系列局）もある。ただし、NNN（NNS）加盟局が全地域（全局）が導入しているわけではない（強制ではない）。